# Villars-d'Avry
Villars-d'Avry (toponimo francese) è una frazione del comune svizzero di Pont-en-Ogoz, nel Canton Friburgo (distretto della Gruyère).

## Storia

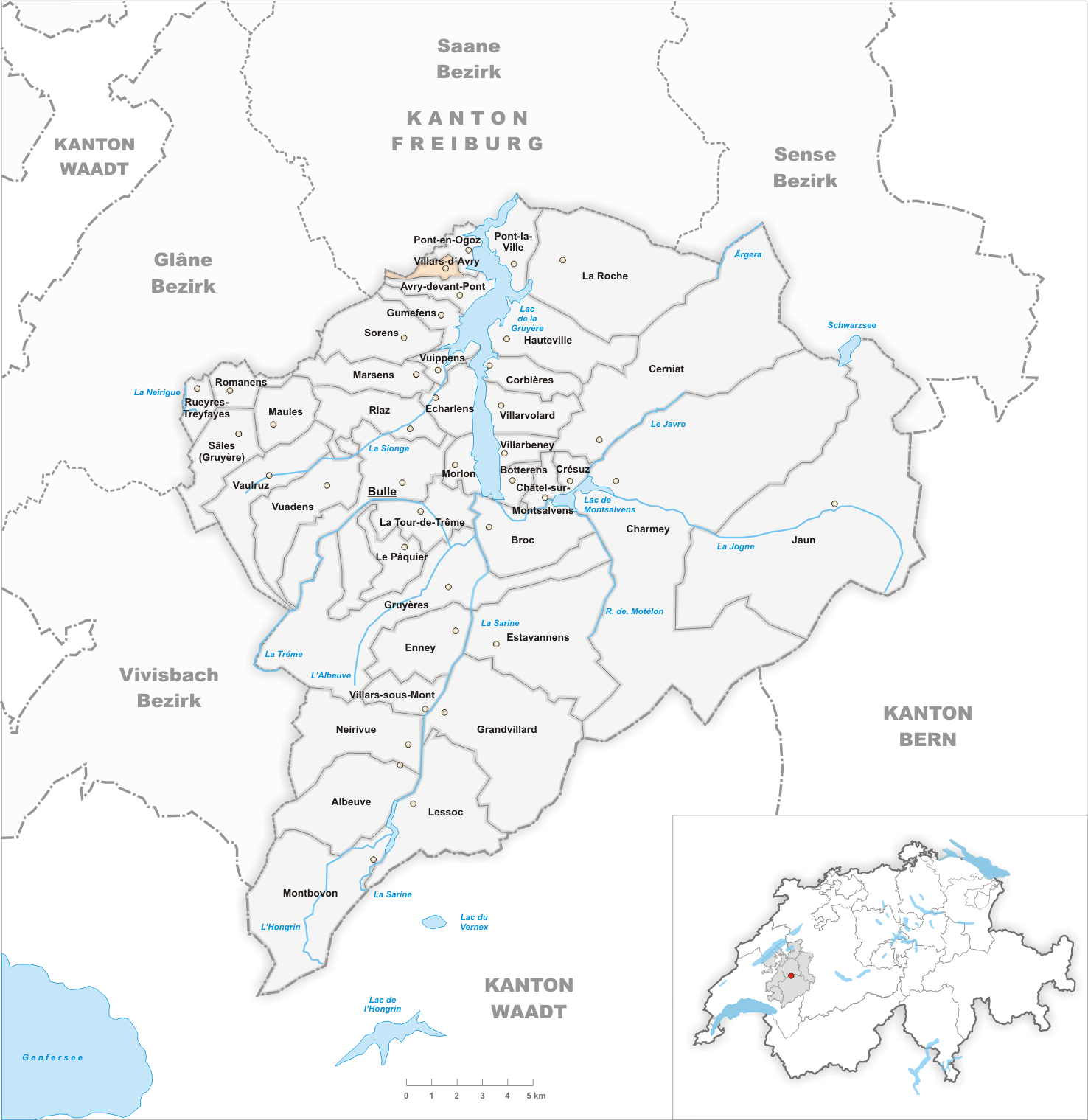
Il territorio del comune di Villars-d'Avry prima degli accorpamenti comunali del 1970

Già frazione comune autonomo, nel 1970 è stato accorpato all'altro comune soppresso di Pont-en-Ogoz per formare il nuovo comune di Le Bry, il quale il 1º gennaio 2003 è stato a sua volta accorpato agli altri comuni soppressi di Avry-devant-Pont e Gumefens per formare il nuovo comune di Pont-en-Ogoz.

## Monumenti e luoghi d'interesse
- Cappella cattolica della Visitazione di Maria, eretta nel 1793[1].

## Società

### Evoluzione demografica
L'evoluzione demografica è riportata nella seguente tabella:
Abitanti censiti

## Amministrazione
Ogni famiglia originaria del luogo fa parte del comune patriziale che ha la responsabilità della manutenzione di ogni bene comune.